# Somatochlora nepalensis
Somatochlora nepalensis är en trollsländeart som beskrevs av Syoziro Asahina 1982. Somatochlora nepalensis ingår i släktet glanstrollsländor, och familjen skimmertrollsländor. Inga underarter finns listade i Catalogue of Life.